# Lee Myung-joo
Lee Myung-joo (24 de abril de 1990) é um futebolista profissional sul-coreano que atua como meia.

## Carreira
Lee Myung-joo representou a Seleção Sul-Coreana de Futebol na Copa da Ásia de 2015.